# Trisetum phleoides
Trisetum phleoides là một loài thực vật có hoa trong họ Hòa thảo. Loài này được (d'Urv.) Kunth miêu tả khoa học đầu tiên năm 1829.